# 京都市立明親小学校
京都市立明親小学校（きょうとしりつ めいしんしょうがっこう）は、京都府京都市伏見区淀池上町にある公立小学校。

## 概要
万延元年（1860年）5月11日、淀藩の当時の藩主稲葉正邦が家老の松尾直在に創設させた藩校「明親館」を前身とし、学制発布にあたり「明親館」の校舎・教師を引き継ぐ形で、1872年（明治5年）12月に設立された。

## 沿革
- 万延元年（1860年）5月11日 - 淀藩の藩校明親館設立[1]
- 1872年（明治5年）12月 - 学制発布により「明親館」を廃し、淀池上小学校設立[1][2]
- 1876年（明治9年） - 校名を池上に改称[2]
- 1879年（明治12年） - 校名を明親に改称[2]
- 1889年（明治21年） - 明親尋常高等小学校に改称[3]
- 1908年（明治41年） - 義務年限延長により6年制となる[1]。
- 1934年（昭和9年）9月 -  室戸台風の被害を受ける（南校舎倒壊）[1]
- 1935年（昭和10年）4月11日 - 綴喜郡美豆尋常高等小学校を合併[1]
- 1936年（昭和11年）2月11日 - 乙訓郡與杼尋常小学校を合併[1]
- 1941年（昭和16年）4月 - 国民学校令により、明親国民学校に改称[1]
- 1947年（昭和22年）4月 - 学制改革により淀町立明親小学校となる[1]。
- 1957年（昭和32年）4月 - 淀町の京都市編入により京都市立明親小学校となる[1]。
- 1960年（昭和35年） - 創立100周年（5月11日 記念祝賀式挙行）[1]
- 1984年（昭和59年）
  - 4月 - 明親小学校南分校を併設[1]
  - 12月 - 明親南分校竣工[1]
- 1985年（昭和60年）
  - 1月 - 分校で授業開始
  - 3月 - 分校名を京都市立美豆小学校と命名[1]
  - 4月 - 京都市立美豆小学校独立開校[1]
- 2011年（平成23年）2月 - 創立150周年記念式典[1]

## 通学区域
明親小学校の通学区域は、京都市の元学区（学区）の淀学区に一致する。
また、久世郡久御山町の大橋辺（うち、府道宇治淀線より東側）の区域が、区域外通学の対象となっている。

## 淀学区
淀学区（よどがっく）は、京都市の学区（元学区）のひとつ。京都市伏見区に位置する。明親小学校の通学区域と概ね合致する、京都市の地域自治の単位となる地域区分である。

### 淀学区の沿革
現在の淀学区の地域は、以下のような変遷を経ている。
近世の淀城下には、池上町、下津町、新町の城内3町と、納所町、大下津町、水垂町の城外3町の6町があった。
かつての「島之内」にあたる城内3町および淀城内は、廃藩置県により明治4年（1871年）7 - 11月の淀県を経て京都府に属し、その後1889年（明治22年）10月に池上町、下津町、新町により町村制に基づく久世郡淀町が発足した。（現在の淀本町・淀池上町・淀下津町・淀新町・淀川顔町・淀木津町にあたる。）
城外3町のうち、桂川右岸にある大下津町、水垂町は、もともと各々大下津村、水垂村の一部であったが、明治4年（1871年）に紀伊郡から乙訓郡へ転属、1878年（明治11年）には、水垂町が水垂村に、大下津町が大下津村に併合され、1889年（明治22年）10月に町村制施行により、水垂村、大下津村および水垂村に接する樋爪村が合併して、乙訓郡淀村が発足した。（現在の淀水垂町・淀大下津町・淀樋爪町にあたる。）
この乙訓郡淀村は、1936年（昭和11年）2月に、久世郡淀町に編入された。（また、淀町は1935年（昭和10年）4月には、現在の淀美豆町・淀際目町・淀生津町にあたる綴喜郡美豆村を編入している。）その後、淀町が1957年（昭和32年）4月1日に京都市へ編入され、これらの地域は伏見区に所属することになった。

### 人口・世帯数
京都市内では、概ね元学区を単位として国勢統計区が設定されており、淀学区の区域に設定されている国勢統計区（伏見区第8国勢統計区）における令和2年（2020年）10月の人口・世帯数は8,327人、3,779世帯である。

### 地理
伏見区の南西部に位置する学区であり、北側は羽束師学区、東側は横大路学区と納所学区、南側は久世郡久御山町と淀南学区、西側は長岡京市と乙訓郡大山崎町に接する。面積は2.615平方キロメートルであり、区域の中央部を桂川が横切り、両岸は宮前橋で結ばれる。

### 淀学区の通学区域
淀学区の通学区域は、現在全域について、小学校は京都市立明親小学校、中学校は京都市立大淀中学校となっている。

### 淀学区の町名
- 淀樋爪町
- 淀水垂町
- 淀大下津町
- 淀木津町
- 淀川顔町
- 淀新町
- 淀下津町
- 淀池上町
- 淀本町

## 周辺
- 淀城